# モノンクル
モノンクルは、吉田沙良と角田隆太からなる日本の2人組ソングライター音楽ユニット。所属マネジメント・レーベル会社は株式会社ソケッツ。

## メンバー
- 吉田沙良（よしだ さら） - ボーカル・作詞・作編曲
- 角田隆太（つのだ りゅうた） - ベース・作詞・作編曲
  - 父はリュート奏者のつのだたかし。
  - 歌手、ドラマーのつのだ☆ひろと漫画家のつのだじろうは叔父にあたる。

## 概要
ジャズミュージシャンとして活動していた吉田と角田が2011年に結成。1stミニアルバムをインディーズでリリース後、菊地成孔プロデュースのもと3枚のアルバムをリリース。2018年初のセルフプロデュースで4thアルバムを発売。
バンド名の由来は角田が、伊丹十三が監修していた雑誌『ものんくる』があるという話を聞き、単語自体の意味ではなくその響きが気に入り名付けた。伊丹の『ものんくる』自体は同名の著作も存在するが、『Mon Oncle（ぼくの伯父さん）』から来ているかは不明。
2018年「Spotify EarlyNoise」に選出。2020年シチズン クロスシーのCMソングとして書き下ろした「Every One Minute」を皮切りに、2022年TVアニメ『ヴァニタスの手記』EDテーマ「salvation」、ソニー“Xperia 1 IV”CMソング「Higher」、シチズン クロスシーとの2度目のタイアップソングとなる「READY」などのCM楽曲制作を行い、「FUJI ROCK FESTIVAL ’15」「SUMMERSONIC 2022」をはじめとする様々な国内フェスへ出演している。
2023年吉田沙良の産休のためインターバルを挟み2024年より活動再開。Little Glee Monsterへの楽曲提供や角田隆太のソロワークとしてDa-iCE工藤大輝のセルフカバーアルバムでのコライト、絢香や柴崎コウ、石崎ひゅーい、長瀬有花などのライブサポート、数多くのアレンジ＆プロデュースワークを行う。吉田沙良は現在のミュージックシーンで注目される様々なプロジェクト（小西遼率いる象眠舎／LAGHEADS「SugarDays feat.吉田沙良」歌唱・作詞担当）に参加。

## 来歴
- 2011年
  - ミニアルバム「SARA」発売
  - 1月ものんくる結成[2]
- 2012年
  - MotionBlueYokohamaにて初の単独公演開催
- 2013年
  - 1stアルバム「飛ぶものたち、這うものたち、歌うものたち」リリース[4][2]
  - 青山CAYにてレコ発単独公演開催
  - BlueNoteJapan主催JAZZ AUDITORIA 2013出演
- 2014年
  - 2ndアルバム「南へ」リリース
  - Jazz Japan Disc Award'14新人賞受賞[5]
  - 2nd Season Tour開催
- 2015年
  - フジロックフェスティバル'15出演[6]
  - キネマ倶楽部にてレコ発単独公演開催
  - 南へTOUR開催
  - アースガーデン'15 秋 出演
  - JAZZ SUMMIT TOKYO SUMMER FESTIVAL出演[7]
- 2016年
  - 丸の内COTTON CLUBにて単独公演開催
  - SUNNYSIDE TOUR 2016開催[8][9]
  - KAWASAKI JAZZ 2016出演[10]
- 2017年
  - 代官山UNITにて単独公演開催
  - 世界はここでしか聞けないってTOUR開催[11]
  - 3rdAlbum「世界はここにしかないって上手に言って」[11]がiTunes、Apple Music、Spotifyなど各配信チャートジャズ部門1位を獲得[12]
  - 菊地成孔監督作品「ここにしかないって言って」MV公開[13]
  - 配信限定シングル「魔法がとけたなら」配信開始[14]
- 2018年
  - プロデュースアルバム『RELOADING CITY』を発売[15][16]
  - 恵比寿LIQUIDROOMでのレコ発ワンマンライブ、ブルーノート東京での単独公演を成功させる
- 2019年
  - クラフトビール「水曜日のネコ」のイメージソングとなった『スーパールーパー』をデジタルリリース[17]
  - 自主企画イベント「モン・ジャポニスモ」は、第一回にNakamuraEmi、第二回にtofubeatsをゲストに招き渋谷WWWにて開催し、いずれも発売1ヶ月で完売[18][19][20]
- 2020年
  - 7月8日無観客ライブ『J-WAVE主催 ものんくる LIVE FROM NIHONMONO LOUNGE』を開催[21]
  - シチズンｰXC CMソング『Every One Minute』をデジタルリリース、表記をカタカナに変更[22][23]
- 2021年
  - 3月12日『ビルボードライブ東京』開催
  - 3月3日「抱いてHOLD ON ME!」（モーニング娘。カバー）をデジタルリリース
  - 5月19日「GOODBYE」をデジタルリリース
  - 6月23日「音の鳴るあいだ」をデジタルリリース
  - 6月27日『ビルボードライブ横浜』開催
  - 7月16日『ビルボードライブ大阪』開催
  - 8月4日「ずるいよ」をデジタルリリース
- 2022年
  - 1月15日 TVアニメ『ヴァニタスの手記』のEDテーマ『salvation Anime ver.』をデジタルリリース
  - 2月23日『salvation」をCDリリース
  - 3月10日 渋谷WWW Xでのレコ発ワンマンライブ「モノンクル "salvation" RELEASE PARTY」を開催
  - 5月11日 Xperia 1ⅣのCM曲「Higher」をデジタルリリース
  - 8月20日・21日 SUMMER SONIC 2022（東京/大阪）出演
  - 9月24日 中津川 THE SOLAR BUDOKAN 出演
  - 10月7日 シチズンｰXC CMソング「READY」をデジタルリリース

## ディスコグラフィ

### アルバム
|     | リリース日    | タイトル                                 | カタログ番号 | 形態                         | レーベル      | LPレーベル                                  | 出典   |
| --- | ------------- | ---------------------------------------- | ------------ | ---------------------------- | ------------- | ------------------------------------------- | ------ |
| 1st | 2013年5月22日 | 飛ぶものたち、這うものたち、歌うものたち | AP1049       | 配信 / CD                    | AIRPLANE      |                                             | [ 24 ] |
| 2nd | 2014年10月8日 | 南へ                                     |              | 配信 / CD                    | TABOO         |                                             | [ 25 ] |
| 3rd | 2017年7月12日 | 世界はここにしかないって上手に言って     |              | 配信 / SACDハイブリッド / LP | TABOO         | HMV record shop                             | [ 26 ] |
| 4th | 2018年9月5日  | RELOADING CITY                           |              | 配信 / CD / LP               | VILLAGE MUSIC | Lawson Entertainment, Inc.(HMV record shop) | [ 27 ] |

### シングル
|     | リリース日    | タイトル                  | レーベル                              | 備考                   | 出典   |
| --- | ------------- | ------------------------- | ------------------------------------- | ---------------------- | ------ |
| 1st | 2017年12月6日 | 魔法がとけたなら          |                                       |                        |        |
| 2nd | 2018年7月18日 | 夕立                      |                                       |                        |        |
|     | 2019年7月20日 | スーパールーパー          | Sony Music Entertainment (Japan) Inc. |                        | [ 28 ] |
|     | 2020年10月7日 | Every One Minute          | Sony Music Labels Inc.                |                        | [ 29 ] |
|     | 2021年3月3日  | 抱いてHOLD ON ME!         | Sony Music Labels Inc.                | モーニング娘。のカバー | [ 30 ] |
|     | 2021年5月19日 | GOODBYE                   | Sony Music Labels Inc.                |                        |        |
|     | 2021年6月23日 | 音の鳴るあいだ            | Sony Music Labels Inc.                |                        |        |
|     | 2021年8月4日  | ずるいよ                  | Sony Music Labels Inc.                |                        |        |
|     | 2022年1月15日 | salvation Anime ver.      | Sony Music Labels Inc.                |                        |        |
|     | 2022年2月23日 | salvation                 | Sony Music Labels Inc.                |                        |        |
|     | 2022年5月11日 | Higher                    | Sony Music Labels Inc.                |                        |        |
|     | 2022年10月7日 | READY                     | Sony Music Labels Inc.                |                        |        |
|     | 2023年6月7日  | READY - With ensemble     | Sony Music Labels Inc.                |                        |        |
|     | 2023年6月7日  | Higher - With ensemble    | Sony Music Labels Inc.                |                        |        |
|     | 2023年6月7日  | salvation - With ensemble | Sony Music Labels Inc.                |                        |        |
|     | 2023年6月7日  | GOODBYE - With ensemble   | Sony Music Labels Inc.                |                        |        |